# Phlyzakium geayi
Phlyzakium geayi är en mångfotingart som först beskrevs av Henri W. Brölemann 1898.  Phlyzakium geayi ingår i släktet Phlyzakium och familjen Chelodesmidae. Inga underarter finns listade i Catalogue of Life.